# Old Mrs. Chundle
Old Mrs. Chundle is een kort tragikomisch verhaal van de Engelse schrijver Thomas Hardy. Hij schreef het in de periode 1888 - 1890. De vertelling werd niet opgenomen in een van zijn vier verhalenbundels en tijdens zijn leven ook niet gepubliceerd in een tijdschrift. Op aandrang van Hardy's tweede vrouw, de schrijfster Florence Dugdale, werd het verhaal in 1929 postuum geplaatst in het nog altijd bestaande Amerikaanse blad The Ladies' Home Journal.
Het verhaal speelt zich zoals gewoonlijk af in Hardy's fictieve graafschap Wessex, in dit geval in de omgeving van Corvsgate, in werkelijkheid Corfe Castle in Dorset.

## Het verhaal
Een nieuwe hulppredikant in de parochie maakt tijdens een wandeling een schets van de plaatselijke ruïne. Als het etenstijd wordt vraagt hij aan een oude vrouw in een nabijgelegen woning iets te eten. De dove vrouw biedt hem een eenvoudig diner aan dat hem buitengewoon bevalt en waarvoor zij betaling weigert. Hij komt met haar in gesprek en verneemt dat zij eigenlijk nooit ergens heen gaat, alleen af en toe naar de markt in Anglebury (Wareham) en zondags naar de kerk. Hij vertelt zijn belevenis aan de dominee, die vermoedt dat het om de oude mevrouw Chundle gaat, die helemaal nooit in de kerk komt. Hierop bezoekt de hulppredikant de oude vrouw opnieuw om erachter te komen waarom zij loog over haar kerkbezoek. Zij reageert nuchter door te zeggen dat het verspilde moeite is om helemaal naar de kerk te lopen; zij is immers doof en kan de preek toch niet volgen. De predikant stelt dan voor om voor haar een hoorn of oortrompet aan te schaffen, zodat ze de dienst kan volgen. Zij stemt hiermee in en verschijnt inderdaad in de kerk. Het hulpmiddel biedt echter geen soelaas, waarop de jongeman een nieuw idee oppert. Hij laat een buis aanleggen, rechtstreeks vanaf de preekstoel naar de zitplaats daar vlak onder. En inderdaad, dat werkt. Een ernstig nadeel blijkt echter dat via deze buis allerlei doordringende geuren opstijgen die kennelijk afkomstig zijn van de weduwe: de geur van uien, pepermunt, gekookte kool en erger leiden de predikant op den duur zodanig af dat hij zijn zakdoek in de buis stopt. De vrouw geeft hierop luidkeels te kennen dat de buis verstopt is en zij niets meer kan horen. Even later fladdert de zakdoek door de preekstoel: zij heeft hem eruit geblazen en de geuren stijgen opnieuw op, waarna de predikant zijn duim op de buis houdt en zijn preek voortijdig beëindigt. De oude vrouw is dankbaar, zij heeft alles goed kunnen volgen en is voornemens voortaan elke week te komen, maar de goedbedoelende predikant heeft daar inmiddels zijn eigen gedachten over en hij laat de spreekbuis verwijderen. Kort daarop ontvangt hij een briefje van Mrs. Chundle, die hem graag wil spreken. Hij stelt zijn bezoek wat uit, maar als hij toch gaat verneemt hij dat de oude vrouw is overleden, mogelijk door haar haast omdat zij wat verlaat was voor haar volgende kerkbezoek. In een brief die zij geschreven heeft vermeldt de vrouw dat zij de predikant een man uit duizenden vindt, en zij vermaakt aan hem al haar meubilair. Verdrietig en beschaamd keert de predikant huiswaarts.